# Zoltán Tóbiás (Radsportler)
Zoltán Tóbiás war ein ungarischer Radrennfahrer und nationaler Meister im Radsport.

## Sportliche Laufbahn
Tóbiás war im Straßenradsport und im Bahnradsport aktiv. 1948 gewann er die nationale Meisterschaft im Straßenrennen. Die Internationale Friedensfahrt fuhr er 1949, er beendete die Rundfahrt nicht.
Auf der Bahn gewann er den nationalen Titel in der Mannschaftsverfolgung 1947 und 1948 jeweils mit Gyula Csikós, Ferenc Pelvássy und Gyula Tihanyi.